# Ханамигава-ку (Тиба)
Ханамигава-ку (яп. 花見川区) — район города Тиба префектуры Тиба в Японии. По состоянию на 1 июня 2013 года население района составило 179 793 человека, плотность населения — 5 250 чел / км ².

## История
Район Ханамигава-ку был создан 1 апреля 1992 года, когда Тиба получила статус города, определённого указом правительства.

## География
Район Ханамигава-ку лежит на севере города Тиба. Он назван по наименованию реки Ханами, протекающей через район.

## Транспорт
Железнодорожный:
- Линия Тюо-Собу: станции Макухари-Хонго, Макухари и Син-Кэмигава.
- Линия Тиба: станции Макухари-Хонго, Кэйсэй-Макухари и Кэмигава.